# Archidium thalliferum
Archidium thalliferum är en bladmossart som beskrevs av Stone 1985. Archidium thalliferum ingår i släktet Archidium och familjen Archidiaceae. Inga underarter finns listade i Catalogue of Life.